# The Millionaire Detective - Balance: Unlimited
The Millionaire Detective - Balance: UNLIMITED (富豪刑事 Balance:UNLIMITED, Fugō keiji - Baransu: Anrimiteddo, litt. « L'Inspecteur millionnaire - Solde : Illimitée ») est une série télévisée d'animation japonaise de 11 épisodes produite par CloverWorks, réalisée par Tomohiko Itō et inspirée du roman Fugō keiji (ja) de Yasutaka Tsutsui. L'histoire tourne autour de Daisuke Kambe, un inspecteur de police qui n'hésite pas à tirer profit de sa fortune, au grand dam de Haru Katō, qui n'apprécie pas que celui-ci utilise des manières non conventionnelles, souvent matérialistes, pour résoudre des enquêtes.
Elle est initialement diffusée au Japon à partir du 10 avril 2020 dans la case horaire noitaminA de Fuji TV,, avant d'être interrompue après le deuxième épisode en raison de la pandémie de Covid-19 au Japon,. La série a repris sa diffusion le 17 juillet 2020 à partir du premier épisode,.

## Synopsis
Daisuke Kambe, un inspecteur possédant une énorme fortune personnelle, est affecté au « Bureau des affaires criminelles modernes » (現代犯罪対策本部準備室, Gendai hanzai taisaku honbu junbi-shitsu) où des officiers qui ont causé des problèmes au Département de la Police métropolitaine de Tokyo sont envoyés. À partir de là, Daisuke est associé à Haru Katō qui est dégoûté par les manières matérialistes de Daisuke. Néanmoins, des mystères difficiles se dévoilent devant les deux inspecteurs, et ils doivent travailler ensemble pour les résoudre.

## Personnages
Daisuke Kambe (神戸大助, Kanbe Daisuke)
Voix japonaise : Yūsuke Ōnuki (ja),
L'actuel héritier de la famille Kambe éminemment riche et influente. En tant qu'officier de police, il utilise sa fabuleuse fortune et une collection de gadgets technologiques les plus récents pour résoudre les crimes de manière directe, recourant souvent à la corruption pure et simple comme méthode d'enquête préférée. Il est actuellement membre du Bureau des affaires criminelles modernes et travaille fréquemment avec le détective Haru Katō, qui est souvent agacé par les manières matérialistes de Kambe. Il compte également beaucoup sur son majordome, HUSK. L'ampleur de sa richesse est démontrée lorsque HUSK lui rappelle que son solde reste illimité.
Haru Katō (加藤春, Katō Haru)
Voix japonaise : Mamoru Miyano,
Un jeune inspecteur de la même unité que Daisuke Kambe, alors qu'il faisait auparavant partie de la Première section, mais a été transféré de force après un incident embarrassant pour la police. Il est passionné par son travail mais il est facilement irritable, surtout autour de Kambe ou lorsque des innocents sont en danger. Il est ennuyé par l'attitude de Kambe selon laquelle l'argent peut résoudre n'importe quel problème.
Yukihiro Kiyomizu (清水幸宏, Kiyomizu Yukihiro)
Voix japonaise : Kōzō Shioya,
Le chef de l'unité des Affaires criminelles modernes, le supérieur de Kambe et Katō. Il est très décontracté et assez gai et accorde une grande confiance à ses subordonnés. On le trouve généralement à son bureau, profitant de son passe-temps de réaliser des maquettes en plastique.
Chо̄suke Nakamoto (仲本長介, Nakamoto Chōsuke)
Voix japonaise : Akira Kamiya,
Le membre le plus âgé de l'unité et un ancien inspecteur de la Section d'enquête. Katō est très respectueux des capacités et de l'expérience de Nakamoto. Il apparaît comme très sympathique et l'utilise pour manipuler les aveux des criminels. Il est un très gros fumeur de longue date.
Shinnosuke Kamei (亀井新之助, Kamei Shin'nosuke)
Voix japonaise : Kentarō Kumagai (ja),
Un autre membre de l'unité qui ne travaille que quand il veut et n'aime pas particulièrement son travail. Son objectif principal est d'impressionner Motoyama de la Sécurité publique dont il est amoureux ; la mention même de son nom a un effet visible sur son niveau d'enthousiasme.
Mahoro Saeki (佐伯まほろ, Saeki Mahoro)
Voix japonaise : Reina Ueda,
La seule femme de l'unité avec une addiction aux sucreries et aux collations. On la trouve normalement au bureau, buvant des tasses de thé ou cherchant de nouveaux emplois dans le bureau.
Teppei Yumoto (湯本鉄平, Yumoto Teppei)
Voix japonaise : Shinya Takahashi (ja),
Un autre membre de l'unité. Il aime les jeux d'argent avec une préférence pour les paris sur les courses de chevaux et de bateaux.
Katsuhiro Takei (武井克弘, Takei Katsuhiro)
Voix japonaise : Rikiya Koyama,
L'actuel chef de la Première section, l'ancien supérieur de Katō. Sur le terrain, il préfère prendre les choses en main de lui-même, car tous ses subordonnés lui font une grande confiance. Bien qu'il ne soit plus le chef de Katō, il se soucie toujours de lui.
Ryо̄ Hoshino (星野涼, Hoshino Ryō)
Voix japonaise : Junya Enoki,
Un inspecteur de la Première section. Il prend son travail très au sérieux. Il est sous-entendu qu'il était le partenaire de Katō dans le passé, mais ils semblent maintenant avoir une relation tendue.
Suzue Kambe (神戸鈴江, Kanbe Suzue)
Voix japonaise : Maaya Sakamoto,
Une mécanicienne de génie qui travaille pour Daisuke Kambe. Elle utilise son apparence innocente à son avantage lui permettant d'effectuer un travail d'infiltration. Elle et Kambe vivent ensemble dans le manoir familial et ont une bonne relation. Malgré les dangers de son travail, Kambe ne l'arrête jamais car il sait qu'elle est très compétente. Lorsqu'ils travaillent ensemble, elle et Kanbe forment une équipe très efficace.
Husk (ヒュスク, Hyusuku)
Voix japonaise : Kazuyuki Okitsu
Décrit comme le majordome personnel de Kambe qui ne communique que par la boucle d'oreille de Kambe, servant d'oreillette, et ses lunettes de soleil intelligentes. Husk est fortement supposé être un programme d'intelligence artificielle avancé qui répond instantanément aux demandes de Katō et peut apparemment manipuler d'autres systèmes informatiques à volonté.

## Production et diffusion
Le 20 janvier 2020, la case horaire noitaminA de Fuji TV a révélé qu'une nouvelle série télévisée d'animation réalisée par Tomohiko Itō est en cours de production et inspirée du roman Fugō keiji (ja) de Yasutaka Tsutsui. Intitulée Fugō keiji - Balance: Unlimited (富豪刑事 Balance:UNLIMITED), l'animation est produite par le studio CloverWorks, dont la structure scénaristique et le scénario sont de Taku Kishimoto sur un brouillon de Team B.U.L, Keigo Sasaki en est le character designer et la « coordination des gadgets » est créditée au site web Gizmodo Japan, avec une bande originale composée par Yugo Kanno,. Onze épisodes composent la série, répartis dans trois coffrets Blu-ray/DVD.
Une première diffusion de la série au Japon s'est déroulée avec les deux premiers épisodes entre les 10 et 17 avril 2020, avant son interruption en raison de la pandémie de Covid-19 au Japon,. La série est rediffusée à partir du premier épisode le 17 juillet 2020,. Wakanim détient les droits de diffusion en simulcast de la série dans les pays francophones sous le titre The Millionaire Detective - Balance: UNLIMITED ; mais également en Allemagne, en Autriche, dans les pays nordiques et dans les pays russophones,,. En Amérique du Nord, la série est acquise par Funimation. AnimeLab la diffuse également en Australie et en Nouvelle-Zélande.
La chanson de l'opening de la série, intitulée Navigator (ja) (litt. « Navigateur »), est interprétée par le groupe SixTONES (ja),, tandis que la chanson du groupe de rock japonais OKAMOTO'S, intitulée Welcome My Friend (litt. « Bienvenue mon ami »), sert d'ending,.

## Liste des épisodes
| No | Titre français                                           | Titre japonais                                                                                                 | Titre japonais                                                                      | Date de 1re diffusion |
| No | Titre français                                           | Kanji | Rōmaji                                                                              | Date de 1re diffusion |
| --- | -------------------------------------------------------- | --- | ----------------------------------------------------------------------------------- | --------------------- |
| 1 | Je suis venu, j'ai vu, j'ai obtenu                       | 来た、見た、買った I came, I saw, I sponsored                                                                  | Kita, mita, katta                                                                   | 10 avril 2020         |
| Les inspecteurs Haru Katō et Shinnosuke Kamei du Bureau des affaires criminelles modernes du Japon sont invités à aider la Sécurité publique pendant le Classic Car Festival à Ginza où des officiers de la Première section tentent de trouver un kamikaze visant un prince étranger. Un couple de braqueurs amateurs, Yoko et Hiroshi, observent les bijouteries pour un vol potentiel. Le ridiculement riche Daisuke Kanbe rencontre le commissaire de police et demande une place dans une équipe de son choix. Le kamikaze est arrêté alors que les pseudo-braqueurs braquent accidentellement une confiserie, puis s'enfuient sans le savoir dans la camionnette du kamikaze dans laquelle se trouve la bombe. Au cours de leur poursuite, Kambe fait appel à son majordome, Husk, qui paie automatiquement tous ses dommages. Kambe réussit à pousser la camionnette dans le fleuve où elle explose en toute sécurité, tandis que Katō sauve les braqueurs amateurs. Estimations des frais durant cet épisode : 1 369 800 000 ¥ (11 034 747 €) |                                                          | |                                                                                     |                       |
| 2 | L'amour fait des étincelles, l'argent fait des miracles  | 愛は多くを成し得るが、金は全てを成し得る Love does much, money does everything                                 | Ai wa ōku o nashieru ga, kane wa subete o nashieru                                  | 17 avril 2020         |
| Une gravure idol, Akiko Hoshida, meurt d'une overdose. Kambe arrête deux artistes de rue pour avoir acheté de la mescaline et soudoie l'un d'entre eux pour le nom de leur dealer. Ils identifient le mannequin Isezaki comme le dealer et assistent à l'une de ses transactions, mais Kambe décide de ne pas l'arrêter. Ils apprennent que les drogues d'Isezaki proviennent du groupe du crime organisé Gondawara Gumi, dirigé par le parrain de la mafia Umezu. Katō décide de suivre la dernière favorite d'Isezaki, seulement pour finir au manoir de Kambe, où il apprend qu'elle est en fait Suzue, une proche de Kambe travaillant sous couverture, et elle a découvert qu'Umezu assistait à une fête. Katō s'infiltre dans la fête et vole le téléphone d'Umezu, n'échappant à son garde du corps qu'avec l'aide de Mita, un journaliste aidant à l'enquête, et Kambe, qui a fait acheter le bâtiment par Husk avant de l'attaquer avec du gaz soporifique. L'ensemble du groupe criminel est arrêté pour trafic de drogue et le meurtre d'Akiko. Katō discute ensuite avec Kambe à propos de son usage excessif d'argent. Kambe révèle qu'il sait que Katō a été expulsé de la Première division pour avoir accidentellement tiré sur un suspect et qu'il est maintenant psychologiquement incapable de tirer avec son arme. Furieux, Katō s'en va, mais il lui est ensuite demandé d'assister à un colloque sur le crime international à Hong Kong, avec Kambe. Estimations des frais durant cet épisode : 83 006 110 000 ¥ (668 652 805 €) |                                                          | |                                                                                     |                       |
| 3 | L'argent est le nerf de la guerre                        | 金は戦力なり The siners of war are infinite money                                                              | Kin wa senryokunari                                                                 | 31 juillet 2020       |
| Estimations des frais durant cet épisode : 1 271 500 000 ¥ (10 184 206 €) |                                                          | |                                                                                     |                       |
| 4 | Rien ne rend un homme aussi aventureux qu'une poche vide | 空っぽのポケットほど、人生を冒険的にするものはない Nothing makes a man so adventurous as an empty pocket       | Karappo no Poketto hodo, jinsei o bōken-teki ni suru mono wanai                     | 7 août 2020           |
| Estimations des frais durant cet épisode : 55 616 ¥ (445 €) |                                                          | |                                                                                     |                       |
| 5 | Réduisez l'argent en servitude ou il vous gouvernera     | もし金を汝の召使としなければ、金は汝の主人となるだろう If money will not be thy master, it will be thy servant | Moshi kin o nanji no meshitsukai to shinakereba, kin wa nanji no shujin to narudarō | 14 août 2020          |
| Estimations des frais durant cet épisode : 317 000 000 ¥ (2 516 029 €) |                                                          | |                                                                                     |                       |
| 6 | Argent mal acquis ne profite jamais                      | 悪銭身に付かず Ill got, ill spent                                                                              | Akusen mi ni tsukazu                                                                | 21 août 2020          |
| Estimations des frais durant cet épisode : 269 000 000 ¥ (2 144 844 €) |                                                          | |                                                                                     |                       |
| 7 | L'argent est la racine de tous les maux                  | 金は諸悪の根源 Money is the root of all evil                                                                   | Kin wa shoaku no kongen                                                             | 28 août 2020          |
| Estimations des frais durant cet épisode : 7 369 000 000 ¥ (58 693 348 €) |                                                          | |                                                                                     |                       |
| 8 | L'argent coule comme dans un panier percé                | 宵越しの銭は持たぬ Money burns a hole in the pocket                                                            | Yoigoshi no zeni wa motanu                                                          | 4 septembre 2020      |
| Estimations des frais durant cet épisode : 798 080 000 ¥ (6 345 693 €) |                                                          | |                                                                                     |                       |
| 9 | L'argent ouvre toutes les portes                         | 金で開かない扉はない A golden key can open any door                                                            | Kin de akanai tobira wanai                                                          | 11 septembre 2020     |
| Estimations des frais durant cet épisode : 280 220 000 000 ¥ (2 228 869 880 €) |                                                          | |                                                                                     |                       |
| 10 | La vie ne s'imprime pas sur des billets de banque        | 人生は、札束に刷り込むようなものじゃない Life shouldn't be printed on dollar bills                             | Jinsei wa, satsutaba ni surikomu yōna mono janai                                    | 18 septembre 2020     |
| Estimations des frais durant cet épisode : 40 000 000 000 ¥ (322 600 000 €) |                                                          | |                                                                                     |                       |
| 11 | L'argent n'est pas tout ce qui brille                    | 輝くものすべて金にあらず All that glitters is not gold                                                         | Kagayaku mono subetekin ni arazu                                                    | 25 septembre 2020     |
| Estimations des frais durant cet épisode : Balance unlimited |                                                          | |                                                                                     |                       |

## Adaptation théâtrale
Une pièce de théâtre intitulée Fugō keiji - Balance: UNLIMITED The STAGE (富豪刑事 Balance:UNLIMITED The STAGE) est annoncée fin juillet 2020,. Celle-ci est mise en scène par Daisuke Nishida avec le scénariste de la série d'animation Taku Kishimoto pour l'écriture de l'histoire originale,. Elle sera jouée au Shinagawa Prince Hotel Club's eX à Tokyo du 2 au 11 octobre 2020,.

### Distribution
| Personnage       | Acteur/Actrice      |
| ---------------- | ------------------- |
| Daisuke Kambe    | Yо̄jirо̄ Itakawa      |
| Haru Katō        | Shūji Kikuchi       |
| Yusuke Miyagi    | Yūsuke Seto         |
| Suzue Kambe      | Riona Tatemichi     |
| Ryо̄ Hoshino      | Kosei Tsubokura     |
| Shinnosuke Kamei | Yūnosuke Matsushima |
| Akifumi Moriyama | Ikkei Yamamoto      |